# Movimiento ¡Por!
Movimiento ¡Por! (letón: Kustība Par!) es un partido político letón liberal. Su líder es el exmiembro de la Saeima y actual Ministro de la Salud de Letonia, Daniels Pavļuts.

## Resultados electorales
| Año  | Votos   | %           | Resultado | +/-   | Gobierno           |
| ---- | ------- | ----------- | --------- | ----- | ------------------ |
| 2018 | 101.685 | 12,12% (DP) | 13/100    | Nuevo | Coalición          |
| 2022 | 45.452  | 4,97% (DP)  | 0/100     | 13    | Extraparlamentario |

1. ↑  La alianza Desarrollo/¡Por! ganó 13 escaños - 6 fueron para el Movimiento Por!, 6 para el PDL y 1 para el Crecimiento
2. ↑  Respecto al resultado de Desarrollo/¡Por! en 2018.